# Raôul
Pour les articles homonymes, voir Raoul.
Raôul, sous-titré Le jeu de rôles qui sent sous les bras, est un jeu de rôle humoristique, écrit par Patrice Larcenet et illustré par Manu Larcenet, publié en 1994 par Les Rêveurs de Runes. Il propose d'incarner des « beaufs », « des gens qui vivent au rez-de-chaussée de la France d'en-bas et qui passent leurs vacances d'été au camping ». Le jeu est à jouer au second degré dans une ambiance inspirée de fictions comme la bande dessinée Les Bidochon de Binet et du personnage du Beauf créé par le dessinateur Cabu dans le magazine Charlie Hebdo dans les années 1970.

## Histoire éditoriale
La première édition du jeu est publiée en 1994 par Les Rêveurs de Runes. Le livre de base propose de jouer des Raoûl vivant dans le « campigne » (camping) de Plouerel Zou Kernel en Bretagne. Le jeu est accompagné de cartes Raoûl utilisées par le système de jeu.
Un premier supplément, D'AC Raôul, est publié en juillet 1996 : il prend la forme d'un livret de 20 pages en noir et blanc accompagné de 28 cartes Raoûl prédécoupées et d'une carte postale. Il propose un cadre de jeu, le « campigne » des Flots Bleus, base de départ des Raoûl. Le supplément contient également des synopsis de scénarios supplémentaires. Un accessoire dérivé du jeu est également publié par l'éditeur : une boîte à camembert vide dont l'étiquette reprend le dessin de la couverture du jeu et qui n'a aucune utilité particulière si ce n'est d'entretenir l'ambiance.
En 2003, Patrice Larcenet publie en auto-édition deux nouveaux suppléments sous forme numérique (chacun se compose de plusieurs fichiers de traitement de texte Word ainsi que d'un fichier Flash). Le premier, Raoûl Company, décrit la vie des Raoûl dans un cadre de jeu tout différent : le milieu des grandes entreprises, où les Raoûl survivent à coups de tickets restaurant, de surdose de café et de discussions douteuses sur leurs vies privées. Le supplément apporte quelques modifications au système de jeu pour l'adapter à cet autre cadre : il s'agit essentiellement de renommer caractéristiques et attributs pour les adapter au cadre de jeu, mais de nouvelles cartes sont également fournies. Enfin, deux petits jeux en Flash permettent de massacrer des managers à volonté.
Le second, Raoûl X-Trem, propose de jouer des Raoûl au ski, dans la lignée de films comiques comme Les bronzés font du ski de Patrice Leconte. Le fichier Flash contient la description d'une station de ski en Savoie dans laquelle les Raoûl sont notamment confrontés aux savoyards, décrits comme encore pires que les Raoûl. La description du cadre de jeu est accompagnée d'une musique composée par Fredopal. Les fichiers texte contiennent 18 nouvelles cartes Raoûl qui remplacent celles du jeu de base lorsqu'on joue dans ce cadre. Enfin, deux fichiers d'images au format JPG constituent le recto et le verso d'un écran de jeu destiné au meneur de jeu, à imprimer et à monter.
En 2004, une version allégée des règles du jeu, Raoûl Extra-Light, paraît sous forme papier et numérique en un petit livret de 16 pages en noir et blanc au format A6 qui reprend uniquement le système de jeu, sous une couverture illustrée par Manu Larcenet.
Le 1er octobre 2016, l'éditeur français de jeux de rôle Black Book Éditions annonce travailler sur une nouvelle édition du jeu qui doit rassembler l'ensemble du matériel paru pour la première édition, mais avec un nouveau système de jeu, le tout devant paraître courant 2017. Cette deuxième édition, écrite par Cédric Ferrand et illustrée par Monsieur le Chien et Augustin Rogeret, paraît en juin 2017.

## Système de jeu
Dans Raoûl, les personnages-joueurs sont appelés des Raôul, tandis que le meneur de jeu est appelé le « Gros Con » (ou GC). Le jeu est destiné à des parties courtes.
Chaque personnage est défini par trois caractéristiques : le Gras (le physique), la Moelle (l'intelligence) et le Culot (qui permet de parvenir à ses fins en ennuyant un maximum de gens). Ces caractéristiques sont notées sur une échelle de 1 à 6, le personnage étant d'autant plus mauvais que le score est haut (contrairement à la plupart des systèmes de jeu). Aux caractéristiques s'ajoutent des aptitudes secondaires aux intitulés également parodiques, comme « Belote », « Mauvaise foi » ou « Pétanque », mesurées sur la même échelle.
La résolution d'une action tentée par un personnage pendant une partie se fait en déterminant la difficulté de l'action sur une échelle, puis en y comparant la caractéristique correspondante, éventuellement augmentée d'un attribut secondaire pertinent pour l'action (le tout sans recourir à des dés). En outre, quel que soit le score d'un personnage, il a toujours une chance sur deux d'échouer. Si un joueur possède une caravane, cela procure un bonus à son personnage dans le jeu.
Un jeu de cartes Raoûl complète le livre de base du jeu. Chaque joueur en pioche trois face cachée au début d'une partie et peut les retourner quand il le souhaite : elles influencent alors les actions de son personnage ou plus généralement la partie en cours de façon humoristique. Par exemple, la carte « Oh la belle église » signifie que le personnage doit absolument aller photographier le monument le plus proche avec ferveur, « Grosse commission » l'oblige à aller se soulager au plus vite quelque part, d'autres s'intitulent « Pastis » ou « Enculés de blousons noirs », etc.,

## Accueil
Le ton délibérément satirique, allié au trait humoristique du dessinateur et à un faible prix de vente, font du jeu un gros succès populaire qui se vend en France à 3 000 exemplaires.
Dans un article de 2016 revenant sur le jeu et l'histoire de sa gamme, Sébastien Ciot remarque que le jeu doit être pris au moins au deuxième degré et qu'il est jouable sous certaines conditions : « les parties doivent être courtes, les scénarios pas trop compliqués (de toute façon, on s'en éloigne tellement vite...) et, surtout, il faut jouer avec des gens dont on est sûr de partager l'humour » car « à Raoûl, on joue délibérément à se moquer de gens qu'on côtoie dans la vie de tous les jours ». Il note cependant que le jeu « n'a pas fonctionné sur le long terme », pour deux raisons selon lui : parce que « malgré le succès critique et commercial, il n'y a pas vraiment eu de gamme Raoûl », ce qui n'était de toute façon pas l'objectif du jeu ; mais aussi parce que la jouabilité et la portée de critique sociale du jeu restent limitées par la forte part d'aléatoire incluse dans son système de jeu, « le reléguant dans la catégorie des jeux supers drôles, mais manquant de profondeur ».

## Postérité
Le « Raôul », ce banlieusard aux allures de « Français très moyen », qui ressemble fortement au « beauf » immortalisé par le dessinateur Cabu, se retrouve d'ailleurs fréquemment dans les bandes dessinées de Manu Larcenet (comme dans La légende de Robin des Bois).